# Enchytraeida
Los enquitreidos (Enchytraeida) son un grupo de lombrices acuáticas, tanto marinas como de agua dulce, aunque algunas pueden ser terrestres o anfibias. Abundan especialmente en regiones frías.